# Manuale di investigazione
Manuale di investigazione (titolo originale The Manual of Detection) è un romanzo poliziesco del 2009 dello scrittore statunitense Jedediah Berry. Il romanzo ha vinto l'edizione 2010 dell'Hammett Prize e l'edizione 2010 del Crawford Award, premio dedicato alla letteratura fantastica.

## Trama
Charles Unwin, impiegato modello dell'Agenzia Investigativa, da qualche giorno ha modificato la routine con la quale inizia ormai da molti anni le sue giornate di lavoro: invece di andare direttamente in bicicletta in ufficio, si reca alla Central Station della città, in attesa di vedere comparire una donna col cappotto scozzese e un berretto grigio.
La donna, come tutti giorni precedenti, all'arrivo di un treno sembra attendere qualcuno, che invece non arriva, quindi lascia la stazione. A Charles Unwin è sufficiente contemplare questa scena nella speranza che questa persona attesa non arrivi mai. Questa mattina qualcosa cambia, perché durante la contemplazione della donna in cappotto scozzese mr. Unwin viene raggiunto da Samuel Pith, detective dell'Agenzia, che comunica all'impiegato la sua immediata promozione a detective, consegnandogli una copia del Manuale di investigazione.

## Edizioni
- Jedediah Berry, Manuale di investigazione, traduzione di Ombretta Giumelli, collana Fabula, n. 215, Adelphi, 2009,  p. 283, ISBN 88-459-2438-6.